# 老婆大人 (香港)
《老婆大人》是香港電視廣播有限公司的時裝劇集，於2005年5月9日至6月3日期間首播，由宣萱、陳錦鴻及王傑領銜主演，並由鄧健泓、李思捷、李詩韻、袁彩雲及唐詩詠聯合演出，全劇共20集，監製為莊偉建。該劇為《老婆大人系列》的第一輯。
該劇以家庭各事為背景，主要圍撓着夫妻的關係。因父母有各異的工作和事務，而需要困難地照顧孩子，亦要面對家庭下所遇到的感情和困惑...
該劇於2008年開拍續集《老婆大人II》，《老婆大人II》於2009年播映繼續由宣萱及陳錦鴻主演，而許紹雄、黃智雯和滕麗名等都是續集的新演員，但沒有出現王傑、袁彩雲、盧海鵬等演員。
該劇曾於2007年10月23日於翡翠台上午11:45重播。
該劇曾於2017年6月17日於TVB經典台重播。

## 故事大纲
裁判法院法官高希敏（宣萱饰）是個出名的釘官，鐵臉無私，公正嚴明。潛意識裡希敏不相信男人，也不相信婚姻！卻想不到一次意外的邂逅，她竟然閃電結婚！令她改變初衷的，不是高大威猛的事業型男人，卻是個喜歡打理家頭細務湊仔煮飯的小男人葛國光（陈锦鸿饰）。國光對希敏可說是一見鍾情，一次意外邂逅，一次酒後糊塗，二人在浪漫氣氛裡纏綿繾綣，後來發現希敏竟懷了自己的骨肉，並打算墮胎，國光竭力阻止，並向希敏求婚，卻給她一口拒絕！希敏為了斷絕國光的糾纏，故意訂立了一份非常苛刻的婚前協議書，以為用這方法可以嚇走國光，想不到國光竟然毫不猶豫，立即簽署！並立誓遵守協議書所有條文，令希敏大為感動，終於答應與國光結婚，並生下小兒子葛彥祖（葉天諾饰），開始了三小口子的幸福家庭！
國光圍村老家的父親葛德通（盧海鵬饰）一直不知道國光做了老婆奴，國光好仔兩頭瞞，每次返圍村就求希敏暫時扮做小女人，但自從生了小孩之後，德通要求愈來愈多，終於發現端倪，原來自己的媳婦是個大女人，氣得他吹鬚碌眼！
為了驗證真愛，國光第一次違反婚前協議書，出外搞生意。就在這時，希敏發現國光外面有另一個女人！希敏一向自視甚高，認為做女人不可以忍，一旦發現男人有外遇，就要即時一刀兩斷！但真的發生在自己身上，希敏竟發現自己怎樣也簽不下離婚書！於是希敏第一次學做溫柔女人，對國光千依百順，目的只想丈夫回頭是岸！國光第一次發現老婆這樣緊張自己，開心不已！在苏亞基（鄧健泓饰）的慫恿下，決定將錯就錯，不知不覺地愈玩愈大，終於給希敏識破，與國光大反臉！
國光知道這次老婆真的惱怒，立即做回小男人，用盡方法向老婆道歉，可惜徒勞無功！希敏想不到這時竟發現自己又懷孕，希敏不忿氣將懷孕之事告知國光，而這消息無意中卻被戴智雄（王傑饰）發現，智雄主動照顧希敏，國光見二人來住親密，才恍然知悉希敏與智雄原來是舊情人關係，不禁翻起醋雨酸風！

## 演員表

### 葛家
| 演員   | 角色   | 關係 | 暱稱              |
| 盧海鵬 | 葛德通 | 鍾綻英之夫，於第18集被梁昕昕利用而離婚，最後復合 葛德雲之堂兄 葛國光、葛寶怡、葛寶貝之父 高希敏之家翁，並針對其 葛彥祖之爺爺 於第1集被控涉嫌非法聚賭 於第15集時因向葛彥祖喂奶時不慎嗆傷其，導致高希敏向法庭申請禁制令禁止葛家接觸葛彥祖 | 鬧兜（老豆） 通叔 |
| 呂 珊  | 鍾綻英 | 家庭主婦 葛德通之妻，於第18集被梁昕昕利用而離婚，最後復合 葛國光、葛寶怡、葛寶貝之母 高希敏之家婆 葛彥祖之嬤嬤 | 亞奶 通嬸         |
| 李思捷 | 葛德雲 | 扁頭村點地公 德雲地產公司之老闆 葛德通之堂弟 葛國光、葛寶怡、葛寶貝之堂叔 圍村村長之弟 魯詠詩之男友 於第1集被控沒有約束狗隻，並判勝訴，而針對高希敏 「大舊飯」聖伯納犬之主人 | 十三公 Vincent    |
| 陳錦鴻 | 葛國光 | S&S IT多媒體公司老闆 高希敏之夫，與其陷入離婚邊緣，最後和好 葛德通、鍾綻英之子 葛寶怡、葛寶貝之兄 葛彥祖之父 高天、葉惠娟之女婿 戴智雄之情敵 於第10集被高希敏誤以為自己與Debbie有染 於第13集誤以為戴智雄與高希敏有染，從而打傷其 於第16集開始被梁昕昕迷戀，更於第17集時被其色誘上床，為對梁昕昕負責，從而於第18集時決定與高希敏分居，但心中從未放下高希敏 於第17集時為了令高希敏洗脫偷竊罪名，而在庭上謊稱自己因當天曾說出從未愛高希敏、從而導致其精神錯亂而不小心偷取書本 於第20集時因被梁昕昕脅迫會控告高希敏傷人，為了保護高希敏，從而勉強答應其前往大馬結婚，但因高希敏決定自首，最後在庭上道出自己為了幫其洗脫偷竊罪名而作假證供的真相 童年由丘梓宏饰演 | 亞葛 鯪械仔       |
| 宣 萱  | 高希敏 | 葛國光之妻，與其陷入離婚邊緣，後和好 參見高家 | 高官 大人 鯪械嫂  |
| 唐詩詠 | 葛寶怡 | 魯詠詩之瑜珈室職員 葛德通、鍾綻英之次女 葛國光之妹 葛寶貝之姊 高希敏之姑仔 葛彥祖之大姑姐 戴智雄之女友 於第14集海外留學 | Bowie             |
| 陳思齊 | 葛寶貝 | 葛德通、鍾綻英之幼女 葛國光、葛寶怡之妹 葛彥祖之細姑姐 高希敏之姑仔 | BoBo 鯪械妹       |
| 葉天諾 | 葛彥祖 | 葛國光、高希敏之子 葛德通、鍾綻英之孫 高天、葉惠娟之外孫 葛寶怡、葛寶貝之姪 患有花粉过敏症 於第19集被梁昕昕陷害导致过敏症发作住院，以作證明高希敏疏忽照顧其，令葛國光成功爭取其撫養權 | 阿B               |

### 高家
| 演員   | 角色   | 關係 | 暱稱             |
| 駱應鈞 | 高 天  | 高希敏之父（於下一輯得悉其為養父） 葉惠娟之前夫、于第19集复合 Debbie之男友、后来分手 葛國光之岳父 葛彥祖之外公 |                  |
| 陳嘉儀 | 葉惠娟 | 高希敏之母（於下一輯得悉其為養母） 高天之前妻、于第19集复合 葛國光之岳母 葛彥祖之外婆 | Diana            |
| 宣 萱  | 高希敏 | 裁判官 葛國光之妻 葛彥祖之母 高天之女，並憎恨其 葉惠娟之女 葛德通、鍾綻英之媳婦 葛寶怡、葛寶貝之大嫂 魯詠詩之好友 戴智雄之前女友兼下屬 梁昕昕之同事兼好友，後反目 於第10集誤以為葛國光與Debbie有染而萌生分居的念頭 於第15集被葛國光誤以為戴智雄與自己有染，令其首度提出分居，同集因葛德通向葛彥祖喂奶時不慎嗆傷其，於是向法庭申請禁制令禁止葛家接觸葛彥祖 於第16集因發現戴智雄對自己仍有感情並有跟蹤自己的嫌疑、從而導致其精神錯亂而不小心偷取書本但被梁昕昕目擊經過 於第17集時在庭上被梁昕昕陷害，但因葛國光的協助下，從而洗脫偷竊罪名 於第18集時正式與葛國光簽紙分居，但心中從未放下葛國光，後於第20集復合 於第19集因得悉梁昕昕與葛國光有染及發現梁昕昕設計陷害其子患上花粉症從而令其不能成功搶奪撫養權，導致其心情激動，上公司尋找梁昕昕算帳時不幸中圈套而被控傷人罪 於第20集得悉葛國光為了免自己背上傷人的罪名前往大馬及希望重新見到葛彥祖而自首，但由於梁昕昕在庭上自爆因妒忌而設局陷害自己傷人，從而無罪釋放 童年由黃美棋飾演 | 高官 大人 鯪械嫂 |

### 梁家
| 演員   | 角色   | 關係 | 暱稱 |
| 江 漢  | 梁先生 | 馬來西亞拿督 梁昕昕之父 |      |
| 梁舜燕 | 梁太太 | 馬來西亞拿督夫人 梁昕昕之母 |      |
| 李詩韻 | 梁昕昕 | 檢控主任，後於第16集因被上司責怪其擅離職守而辭職 梁先生、梁太太之女 蘇亞基之女友，後分手，最後復合 高希敏之下屬兼好友，於第16集誤以為其向上司回報自己經常遺失文件，從而憎恨其 於第16集開始迷戀上葛國光，更於第17集時色誘其上床 於第16集目睹高希敏因精神錯亂而不小心偷取書本，但於第17集因計較前嫌而故意在庭上隱瞞真相，並教唆葛國光在庭上謊稱從未愛希敏以圖拆散葛國光及高希敏 於第19集時為協助葛國光奪取葛彥祖的撫養權，利用葛兆通及陷害葛彥祖致其患上花粉症，以圖製造高希敏不適宜照顧葛彥祖的證據及博取葛國光的歡心，後因跪計被高希敏識穿，並設計圈套令高希敏意外傷人 於第20集時向葛國光謊稱其母會控告高希敏傷人以圖迫使其前往大馬結婚，但因高希敏自首，並在庭上承認自己因妒忌高希敏而多審陷害其 | Yoyo |

### 裁判法院 (法庭)
| 演員   | 角色   | 關係                                                                              | 暱稱      |
| 羅 蘭  | 王玉蘭 | 主任裁判官 高希敏童年時的恩人                                                     | 王官      |
| 王 傑  | 戴智雄 | 資深裁判官，後辭職到國外大學擔任法律教授 葛國光之情敵 高希敏之前男友 葛寶怡之男友 | 戴官      |
| 宣 萱  | 高希敏 | 裁判官 葛國光之妻 參見高家                                                        | 高官 大人 |
| 李詩韻 | 梁昕昕 | 檢控主任 參見梁家                                                                 | Yoyo      |
| 鄧健泓 | 蘇亞基 | 事務律師 葛國光之好友 梁昕昕之男友                                                | A.K.      |
| 鍾志光 |        | 法官（第16、19集）                                                                |           |
| 羅君左 | 汪 洋  | 裁判法院職員                                                                      |           |
| 沈可欣 | 珠 姐  | 裁判法院職員                                                                      |           |
| 雷 恩  |        | 裁判法院文員                                                                      |           |
| 李啟傑 |        | 裁判法院文員                                                                      |           |
| 嚴 俊  |        | 裁判法院文員                                                                      |           |
| 趙樂賢 |        | 裁判法院文員                                                                      |           |
| 何婷恩 |        | 庭警                                                                              |           |
| 張達倫 |        | 庭警                                                                              |           |
| 黃俊紳 |        | 庭警                                                                              |           |

### 其他演員
| 演員   | 角色       | 關係                                                                                          | 暱稱                       |
| 袁彩雲 | 魯詠詩     | 瑜珈合伙人兼導師 高希敏之好友 葛德雲之女友 把葛德雲之犬改稱為「亞Dee」 跟葛德雲共同撫養大舊飯 | Vinci 村外人（葛德雲專用） |
| 黃紀瑩 | Debbie     | 葛國光之秘書 高天之女友                                                                       |                            |
| 孫季卿 |            | 圍村村長                                                                                      |                            |
| 凌禮文 | 八叔公     | 圍村村民                                                                                      |                            |
| 游 飈  | 黎 明      | 圍村村民                                                                                      |                            |
| 蘇恩磁 | 師 奶      | 圍村村民                                                                                      |                            |
| 陳山聰 | 白賴仁     | 葉惠娟之前男友                                                                                | Brian                      |
| 曾守明 | 劉祖明之父 | 劉祖明是自閉症患者（第8集）                                                                   |                            |
| 曾慧云 | 劉祖明之母 | 劉祖明是自閉症患者（第8集）                                                                   |                            |
| 簡慕華 | May        | 魯詠詩瑜珈室之會員（第10集） 律師 梁堅之女友                                                  |                            |
| 彭冠中 | 梁 堅      | May之男友（第10集）                                                                           |                            |
| 廖麗麗 |            | 報販（第10集）                                                                                |                            |
| 蘇敏聰 | Simon      | S&S IT多媒體公司股東之一 葛國光之舊同學                                                       |                            |
| 鄭世豪 |            | 記者                                                                                          |                            |
| 葉凱茵 | 亞 芬      | 葛德雲之前女友（第13集）                                                                      |                            |
| 何俊軒 |            | 檢察官（第17集）                                                                              |                            |
| 張漢斌 |            | 急症室醫生（第18集）                                                                          |                            |
| 賀文傑 |            | 書店職員                                                                                      |                            |
| 陳安瑩 | 許 芳      | 楊小明之母（第19-20集） 輕度弱智的離婚婦人                                                    |                            |
| 李岡龍 | 麥先生     |                                                                                               |                            |
| 溫裕紅 | Ada        | 高天前女友                                                                                    |                            |
| 林淑敏 |            | 高天前女友                                                                                    |                            |
| 李日升 |            |                                                                                               |                            |
| 林遠迎 |            | 狗場職員（第20集）                                                                            |                            |
| 李霖恩 |            | 狗場職員（第20集）                                                                            |                            |
| 郭卓樺 | 華Dee      |                                                                                               |                            |

## 广州收视
| 月份      | 集数  | 省网收视 | 市网收视 | 合计 |
| --------- | ----- | -------- | -------- | ---- |
| 2005年5月 | 1-17  | 12.6     |          |      |
| 2005年6月 | 18-20 | 13.4     | 14.6     | 28   |

数据来源：CSM媒介研究 

## 續集
該劇在2008年5月拍攝老婆大人II，續集只有三位陳錦鴻、宣萱、唐詩詠主角，當中加入新演員參與，部份原角並沒有參與續集。

## 外部連結
- 無綫電視官方網頁 - 老婆大人
- 《老婆大人》 GOTV 第1集重溫

## 電視節目的變遷
| 上一套： 同撈同煲 -5月6日 | 翡翠台第一綫劇集 老婆大人 5月9日-6月3日 8:00-9:00 | 翡翠台第一綫劇集 老婆大人 5月9日-6月3日 8:00-9:00 | 下一套： 情迷黑森林 6月6日- |
| 學警雄心 -5月24日         | 學警雄心 -5月24日                                 | 秀才遇著兵 5月25日-                               | 秀才遇著兵 5月25日-         |
| 醫道                      |                                                   |                                                   |                             |

| 香港 無綫電視翡翠台 星期一至五 20:00-21:00 | 香港 無綫電視翡翠台 星期一至五 20:00-21:00 | 香港 無綫電視翡翠台 星期一至五 20:00-21:00 |
| ------------------------------------------ | ------------------------------------------ | ------------------------------------------ |
|                                            | 老婆大人 （2005.05.09 - 2005.06.03）       |                                            |
| 同撈同煲 （2005.04.11 - 2005.05.06）       | 情迷黑森林 （2005.06.06 - 2005.07.01）     |                                            |

| 香港 無綫電視翡翠台 星期一至五 11:45-12:40 | 香港 無綫電視翡翠台 星期一至五 11:45-12:40 | 香港 無綫電視翡翠台 星期一至五 11:45-12:40 |
| ------------------------------------------ | ------------------------------------------ | ------------------------------------------ |
|                                            | 老婆大人 （2007.10.24 - 2007.11.20）       |                                            |
| 男人四十打功夫 （2007.09.19 - 2007.10.23） | 金牌冰人 （2007.11.21 - 2007.12.18）       |                                            |

| 香港 無綫電視翡翠台 星期一至五 14:45-15:45 | 香港 無綫電視翡翠台 星期一至五 14:45-15:45 | 香港 無綫電視翡翠台 星期一至五 14:45-15:45 |
| ------------------------------------------ | ------------------------------------------ | ------------------------------------------ |
|                                            | 老婆大人 （2018.04.24 - 2018.05.21）       |                                            |
| 東西宮略 （2018.03.20 - 2018.04.23）       | 老婆大人II （2018.05.22 - 2018.06.25）     |                                            |

| 香港、 马来西亚、 新加坡 TVB星河频道 好戏连环看时段 · 星期一至五 21:30 - 23:30（两集连播） · 4月13日及4月27日仅播一集 | 香港、 马来西亚、 新加坡 TVB星河频道 好戏连环看时段 · 星期一至五 21:30 - 23:30（两集连播） · 4月13日及4月27日仅播一集 | 香港、 马来西亚、 新加坡 TVB星河频道 好戏连环看时段 · 星期一至五 21:30 - 23:30（两集连播） · 4月13日及4月27日仅播一集 |
| --- | --- | --- |
| | 老婆大人 （2023年4月13日 - 2023年4月27日）                                                                            | |
| On Call 36小時II （2023年3月23日 - 2023年4月13日）                                                                    | 老婆大人II （2023年4月27日 - 2023年5月15日）                                                                          | |